# Чёрная гора (заповедный массив)
Чёрная гора (укр. Чорна гора) — заповедный массив (заказник) и часть Карпатского биосферного заповедника, расположенный на территории Береговского района Закарпатской области (Украина). 
Площадь — 823 га.

## История
В 1974 году был создан ботанический заказник Чёрная гора, позже вошедший в состав Карпатского биосферного заповедника.

## Описание
Чёрная гора расположена в долине реки Тиса (на правом берегу) между городом Виноградов и селом Малая Копаня, также ограничена на севере дорогой М-23 и на юге Т-07-35. В пределах заповедного массива расположена одноименная гора-останец высотой 565 м, окружённая Закарпатской низменностью.

## Природа
Тут произрастает около 400 видов высших растений. Большую часть заповедного массива занимают буковые, расположенные преимущественно на северных склонах горы, и дубовые леса. Присутствуют участки степных, скальных и средиземноморских фитоценозов на крутых южных склонах.  